# Karl Fredrik Almqvist
Karl Fredrik Almqvist (tog sig namnet Sidi Mukhtar senare i livet), född 6 december 1906 i Bryssel, död 14 februari 1982 i Pully, Schweiz, var en svensk diplomat och chef för UD:s Handelskammare. Almqvist verkade genom åren som Sveriges sändebud i Tjeckoslovakien, Ungern, Portugal, Japan, Sydkorea och Portugal.
Almqvist var lärjunge till den schweiziske sufimästaren och religionsfilosofen Frithjof Schuon (1907–1998). Genom Almqvists försorg kom även hans yngre bror, språkforskaren och poeten Kurt Almqvist (1912–2001), i kontakt med Schuons skrifter och kom att invigas i dennes gren av Shadhili-orden år 1941.
I egenskap av Sveriges Japanambassadör så utdelade Almqvist Nobelpriset i fysik till Shinichiro Tomonaga 1965. Detta skedde vid en speciell ceremoni på den svenska ambassaden i Tokyo i närvaro av medlemmar av den kejserliga familjen, då Tomonaga på grund av sin hälsa inte kunde närvara vid prisutdelningen i Stockholm. År 1968 kungjorde Almqvist även officiellt Nobelpriset i litteratur till författaren Yasunari Kawabata vid ett besök i dennes hem i Kamakura, sydväst om Tokyo.
Karl Fredrik Almqvist är begravd på Norra begravningsplatsen utanför Stockholm.